# Budziaki (Łódź)
Pour les articles homonymes, voir Budziaki.
Budziaki est une localité polonaise de la gmina de Pątnów, située dans le powiat de Wieluń en voïvodie de Łódź.